# Gaston van Erven
Gaston Petrus Henricus van Erven (Goirle, 13 februari 1944 – Den Haag, 12 april 2019) was een Nederlandse acteur.

## Loopbaan
Van Erven studeerde in 1964 af aan de Toneelacademie Maastricht. In 1968 maakte hij zijn televisiedebuut in de Belgische dramaserie De Bocht. In 1969 speelde hij wederom in een Belgische productie, eind 1968 was hij te zien als Markies van Torcy in Het Glas Water. Hij was getrouwd en had een kind.
Er volgden meerdere gastrollen, in zowel Nederlandse als Belgische dramaseries en televisiefilms. Zo speelde Van Erven onder meer in Wat u maar Wilt (1970), Het Poppenhuis (1972), Voorlopig Vonnis (1972) en Mathieu Legros (1974).
In 1988 was Van Erven een van de gezichten van de goedbekeken televisieserie Medisch Centrum West. In deze serie speelde hij de rol van Walter de Bak, tot eind 1989.
In 1990 werd Van Erven gevraagd voor een rol in de comedyserie Vrienden voor het leven. Hij speelde hierin onder meer met Mary-Lou van Stenis. Zijn rol was die van meneer Veenstra. Eind 1995 stopte de serie. In 1993 werd Van Erven gevraagd voor een rol in de soapserie Onderweg naar Morgen. Hij vertolkte hierin de rol van Jan Reitsema, de man van Aafke (Pauline van Rhenen). Tijdens de cliffhanger van Onderweg naar Morgen in 1995 werd Van Erven uit de serie geschreven. Na een dramatisch ongeluk zou Jan niet meer terugkeren.
Na zijn vertrek uit Onderweg naar Morgen speelde Van Erven onder meer in de films Tasten in het duister (1996) en De Ordening (2003). In 2001 werd Van Erven weer gevraagd voor een rol in een ziekenhuisserie. Ditmaal vertolkte hij de rol van Bent Pauwels in Intensive Care.
Van Erven was ook actief als toneelspeler. Hij speelde in de toneelstukken Blaffende Honden bijten beter (2001-2002), Beter laat dan nooit (2004-2005) en De Muizenval (2005).
Zijn laatste rol was in Nooit te oud (2013).
Hij overleed in 2019 op 75-jarige leeftijd.